# Adam Adrian Ludwig von Hompesch
Adam Adrian Ludwig Graf von Hompesch (* 1678; † 6. Januar 1733 auf Burg Hemmersbach) war ein preußisch-holländischer General.

## Leben

### Familie
Adam Adrian Ludwig war Angehöriger der Grafen Hompesch und Sohn des Johann Dietrich von Hompesch zu Bollheim und Rurich und dessen Ehefrau Anna Louisa, geborene von Ketzgen zu Gerishoven. Auch sein Bruder, der ihn nur um wenige Tage überlebte, Graf Reinhardt Vincent von Hompesch (1660–1733) war General in holländischen Diensten. Adam Adrian Ludwig war kinderlos mit Charlotta von Vercken (1676–1732), Erbin von Burg Hemmersbach, vermählt.

### Werdegang
Hompesch trat am 1. Januar 1698 als Kapitän in holländische Dienste. Ein Jahr später, am 11. Februar 1699 wurde er als Lieutenant-Colonel beim Infanterieregiment Kurprinz von Brandenburg bestätigt. In den Jahren 1702 bis 1713 nahm er am Krieg gegen Frankreich, insbesondere an den Schlachten von Oudenaarde und Malplaquet teil. Am 24. März 1703 avancierte Hompesch zum Oberstkommandant des Regiments und am 1. Januar 1709 zum Brigadier im Regiment. Er wurde 1714 Gouverneur von Namur. Im Jahre 1721 wurde er in der preußischen Armee als Generalmajor geführt. Am 11. März 1727 war Hompesch holländischer Generalleutnant, jedoch am 18. November desselben Jahres erneut Oberstkommandant des Regiments „Kronprinz von Preußen“. 
Hompesch war seit den Jahren 1706/1709 eng mit dem nachmaligen preußischen König Friedrich Wilhelm I. befreundet. Die Briefwechsel beider Herren zeichnete eine besondere Herzlichkeit aus. Auch am Zerwürfnis des Königs mit dem Kronprinzen Friedrich II. nahm Hompesch rege Anteilnahme. Durch Heirat war er Erbherr auf Hemmersbach und Sindorf.